# (7442) Inouehideo
(7442) Inouehideo es un asteroide perteneciente al cinturón de asteroides, región del sistema solar que se encuentra entre las órbitas de Marte y Júpiter.
Fue descubierto el 20 de septiembre de 1995 por Kin Endate y Kazuro Watanabe desde el observatorio de Kitami.

## Designación y nombre
Designado provisionalmente como 1995 SC5, fue nombrado en honor a Hideo Inoue (n. 1917), astrónomo japonés. Entusiasta de la astronomía desde niño, estudió en la Escuela de Física de Tokio y en el Instituto de Física Cósmica de Kioto. Mientras participaba en la expedición de la Universidad de Kioto al eclipse solar total del 21 de septiembre de 1941, obtuvo fotografías en color de la corona solar, las primeras en Japón. Más tarde trabajó en el Observatorio de Pekín, donde calculó las efemérides nacionales. Después de la guerra, enseñó en escuelas técnicas superiores de Japón. Para el Año Geofísico Internacional, dirigió el equipo de observación lunar de Higasimatuyama. También es un entusiasta radioaficionado.

## Características orbitales
Inouehideo está situado a una distancia media del Sol de 3,169 ua, pudiendo alejarse hasta 3,590 ua y acercarse hasta 2,749 ua. Su excentricidad es 0,133 y la inclinación orbital 0,770 grados. Emplea 2060,79 días en completar una órbita alrededor del Sol.
Los próximos acercamientos a la órbita de Júpiter ocurrirán el 7 de enero de 2026, el 15 de agosto de 2036 y el 9 de marzo de 2047.
Pertenece a la familia de asteroides de (24) Themis.

## Características físicas
La magnitud absoluta de Inouehideo es 13,40. Tiene 11,493 km de diámetro y su albedo se estima en 0,077.